# 津雲国利
津雲 国利（津雲 國利、つくも くにとし、1893年〈明治26年〉10月18日 - 1972年〈昭和47年〉1月4日）は、日本の政治家。衆議院議員（当選8回）。拓務政務次官、政友会幹事、翼賛政治会常任総務などを歴任。

## 生涯
東京府西多摩郡青梅町上町（現・東京都青梅市）出身。津雲仙太郎の二男。津雲孝の弟。
旧制東京府立第二中学校（現・東京都立立川高等学校）卒業。安田銀行員養成所修業。安田銀行、古河銀行に勤務した。古河銀行宇都宮支店長をつとめた。
宇都宮市に於いて新聞経営に従事した。下野銀行相談役、下野新聞社顧問、下野日日新聞社顧問などを歴任した。1922年（大正11年）に分家し、一家を創立する。
1928年（昭和3年）の普通選挙による最初の総選挙で当選し政界に入った。通算8回衆議院議員に当選した。戦前は立憲政友会に所属し、久原房之助直系の政治家として政友会の幹事、総務、顧問を歴任した。
1932年（昭和7年）、東京控訴院に於て衆議院議員選挙法違反により罰金1000円に処せられる。
1938年（昭和13年）、二・二六事件に際し久原房之助とともに亀川哲也を匿った容疑で起訴、罰金100円の求刑があったが、1938年（昭和13年）5月6日、東京刑事地方裁判所で無罪判決を得ている。しかし同年、防共護国団事件に関係して議員を除名された。1939年（昭和14年）9月、拓務政務次官に任ぜられた。
1939年（昭和14年）の政友会分裂に際しては久原や鳩山一郎とともに正統派に所属したが、鳩山・三土忠造ら自由主義的な議員が多い政友会正統派内にあって津雲は総裁・久原とともに数少ない親軍派として知られた。政党解消後は翼賛政治を押し進め、東條内閣に対しても政権末期に親軍派の中から倒閣運動を支持する者が出てきた中にあって最後まで東條内閣を支持した。財団法人満州移住協会で役員を務めた。
戦後は旧政友会正統派の大半を占める鳩山系の議員が結党に参加したものの旧反軍派の流れを汲む日本自由党にも、親軍派の政治家が多く所属した大日本政治会を母胎としながらも鳩山系は勿論久原系も含め政友会正統派の議員が殆ど結党に参加しなかった日本進歩党にも参加せず、岡田忠彦・西村茂生・肥田琢司・東条貞・松浦伊平ら旧政友会正統派内の他の久原系の議員とともに院内会派・無所属倶楽部の結成に参加した。だが翼賛議員同盟の理事を務める等翼賛議会の要職を歴任したため公職追放された。
追放解除後は自由党に復党したものの1952年（昭和27年）の第25回衆議院議員総選挙には落選し、翌年の第26回総選挙で返り咲きを果たした。連続6回当選を果たした戦前とは対照的に戦後は選挙が弱く、6回総選挙に立候補して当選したのは2回だけだった。1955年（昭和30年）の第27回総選挙に落選した後保守合同により自由民主党の結党に参加し、自民党内では久原の娘婿・石井光次郎が率いる水曜会（石井派）に所属した。1960年（昭和35年）の第29回総選挙に当選して2度目の返り咲きを果たし、自民党石井派の代議士として活動したものの、3年後の第30回総選挙に落選し、政界から引退した。
1972年（昭和47年）1月4日、78歳にて死亡。

## 政策・主張

### 主張
戦後の再軍備問題について津雲は、「いまだその時期でなく、国民生活が安定してから行うべきだ」と述べた。特に主張するところは「庶民金融の法制化」と「遺家族援護の強化」および「占領政策の再検討」で、家族制度の復活を強調した。

### 政見
戦中に津雲は、「翼賛政治の根本理念は、どんなに長期戦になるとも、いかなる強敵があらわれても、必勝する大信念と大戦争力とを生みだして、戦争に従事する勇士諸君をして後顧の憂ひなからしむること以外に何ものもあり得ないと固く信じて疑ひません」と政見を述べていた。

#### 政見綱領
- 統制経済政策[21]
- 恒久的地方政策[21]
- 中小商工業者の金融政策[21]
- 国防、産業の強化[21]
- 昭和維新の大業建設[21]
- 官僚的行政制度の革正[21]
- 自主外交の貫徹と経済外交の充実[21]
- 生産費の低下と消費の合理化[21]

## 人物

### 人柄
『実業の世界』からの「あなたは25歳の頃に何をしていたか。その当時の収入及び生活状態はどうだったか」という問いに津雲は「古河銀行員を辞して、会社、商店等の経営に当たりました。年収2万円くらい。独身、家族は両親と舎弟と女中、書生質素に暮らして他日の雄飛に備えました」と回答している。
27歳で政界入りを決意、時の政友会幹事長横田千之助の知遇を得る。34歳で青梅から立候補して当選する。
駆け出しの頃はスキャンダル摘発の名人として浜口内閣はじめ民政党の人を震えあがらせた。三多摩自由党壮士の風を身につけた強面の政治家であり、どすのきいた弁舌で明糖事件や帝人事件の綱紀問題追及に凄みを見せ、その精密な調査に検察当局さえ驚いたという。また軍部・右翼とも密接な関係を持った。
鳩山一郎とはソリがあわなかった。都内の自邸は1945年5月25日の空襲により焼失した。
趣味は読書、旅行、仏像研究。仏像、仏画、仏具、僧侶の墨蹟等の鑑定を好む。宗教は仏教。住所は東京青梅町青梅、新宿区払方町。

## 略歴
- 1928年（昭和3年） - 第16回衆議院議員総選挙に政友会公認で立候補し初当選。
- 1930年（昭和5年） - 第17回衆議院議員総選挙に政友会公認で立候補し2度目の当選。
- 1932年（昭和7年） - 第18回衆議院議員総選挙に政友会公認で立候補し3度目の当選。
- 1936年（昭和11年） - 第19回衆議院議員総選挙に政友会公認で立候補し4度目の当選。
- 1937年（昭和12年） - 第20回衆議院議員総選挙に政友会公認で立候補し5度目の当選。
- 1938年（昭和13年） - 防共護国団事件で議員を除名[4][6]。
- 1939年（昭和14年） - 政友会の分裂に際し、久原房之助とともに正統派（久原派）に所属する。
- 1942年（昭和17年） - 第21回衆議院議員総選挙に翼賛政治体制協議会の推薦を受けて立候補し6度目の当選。
- 1945年（昭和20年） - 院内会派の無所属倶楽部の結成に参加。
- 1946年（昭和21年） - 公職追放。
- 1951年（昭和26年） - 公職追放解除。
- 1952年（昭和27年） - 第25回衆議院議員総選挙に旧東京都第7区から自由党公認で立候補したが落選。
- 1953年（昭和28年） - 第26回衆議院議員総選挙に吉田自由党公認で立候補し7度目の当選。
- 1954年（昭和29年） - 衆議院予算委員会委員。
- 1955年（昭和30年） - 第27回衆議院議員総選挙に自由党公認で立候補したが落選。
- 1958年（昭和33年） - 第28回衆議院議員総選挙に自民党公認で立候補したが落選。
- 1960年（昭和35年） - 第29回衆議院議員総選挙に自民党公認で立候補し8度目の当選。
- 1963年（昭和38年） - 第30回衆議院議員総選挙に自民党公認で立候補したが落選し、政界から引退。
- 1965年（昭和40年） - 勲二等旭日重光章受章。

## 家族・親族
津雲家
津雲国利は栃木県宇都宮市で芸妓置屋をしていた吉村ふみと知り合い、2人の間に庶子女、庶子男、庶子女の3人が誕生した。青梅市住江町にある昭和初期の建築物「津雲邸」の一般公開が2014年11月から開始された。
- 父・仙太郎[14] - 実父の仙太郎は僧籍に入り「亮光[11][27]」と称した[14]。
- 兄・孝[8][9]
- 妻・ゑい[14]（1891年 - ?、長野、児島保の叔母）[8][11]
- 後妻
- 長女・濤子（1924年[7] - ?、東京、菊谷太郎の妻）[28]
- 次女・龍子[27]（元・皇族邦寿王の妻、後に離婚）[29] - 1951年5月、青梅の津雲邸で見合いし、12月に緒方竹虎の媒酌で、大塚の茗渓会館で華燭の典をあげた[29]。
- 息子・国彦[14][30]
- 三女（1935年 - ）[12][27]

親戚
- 長女の夫・菊谷太郎（三立電工会長）[28]
- 長女の夫の父・菊谷武平（東京都南多摩郡堺村長）
- 津雲孝世（鹿島建設勤務）[30][31][32]